# Estrada regional 160 (Suécia)
| 160 |

A Estrada regional 160  (em sueco: Länsväg 160) é uma estrada regional sueca com uma extensão de 50 km, que atravessa a província histórica da Bohuslän, no atual condado da Västra Götaland.
Liga Rotvikbro (a oeste de Uddevalla) a Stora Höga (a sul de Stenungsund), passando por Henån, Varekil, Myggenäs e Stenungsund.
A estrada passa pela ilhas de Tjörn e Orust.